# Szilágyi Júlia
Szilágyi Júlia (Kolozsvár, 1936. augusztus 1. – 2025. március 4.) erdélyi magyar irodalomkritikus, esszéíró, egyetemi oktató.

## Életútja, munkássága
Szülővárosában magánúton érettségizett (1955), majd a Bolyai Tudományegyetemen szerzett magyar szakos tanári diplomát (1959). 1963–67 között a Dolgozó Nő művelődési rovatát vezeti, majd kétévi megszakítás után, 1969-től nyugdíjazásáig (1991) a Korunk szerkesztőségének belső munkatársa. 1992-től a BBTE-n, a magyar irodalomtörténeti tanszék keretében megbízott előadótanár. Egyetemi előadásaiban teljesedett ki több évtizedes kritikusi, tanulmány- és esszéírói tapasztalata. „…bízik az emberek nyíltagyúságában – írja róla egyik tanítványa – és meg szeretné tanítani őket valamire,… a testéből sugárzik a jó értelemben vett tanítani vágyás… Elsősorban elemez. Nyugodtan, csöndesen, a maga sok éven át cigarettával pácolt hangjával” (Demény Péter, Helikon 1996/13).
Széles körű tárgyismeretről, finom elemzőkészségről tanúskodó világirodalmi esszéinek egy része a Kriterion Könyvkiadó Horizont sorozatának köteteihez (René Fallet, Déry Tibor, Denis Diderot, Abe Kóbó, Virginia Woolf, George Sand, Thornton Wilder) készült elő-, illetve utószók, és csak később rendeződtek tanulmánykötetekké. Esszéi, kritikái megjelentek továbbá az Utunk, Igaz Szó, Valóság, Korunk, Látó, Helikon, Élet és Irodalom, Holmi, Lettre Internationale, Diagonale Est-Vest c. folyóiratokban, lapokban. E sokfelé kitekintés ellenére is egységes látásmód jellemzi írásait: „Valaki, aki még a határidők poklában sem lépett ki önnön alkatából – állapítja meg róla ugyancsak Demény Péter –, nos, egy ilyen ember már pusztán emiatt is tiszteletet érdemel. De nem csupán erről van szó. Hanem arról is, hogy a különböző folyóiratok felkérésére írott elemzések ugyanolyan mélyek és alaposak, mint azok, amelyekre a szerző sejthetően több időt szánhatott. Valaki, akinek mindig van ideje – azt hiszem, ez az esszéíró egyik legjobb meghatározása; s ezt a meghatározást mintha csak rászabták volna” (Erdélyi Riport, 2002/4).
A könyvesboltok polcaira csak ritkán és nagy kihagyásokkal kerültek saját kötetei. „Évtizedenként egy kötet – az adat itt a türelem, az igényesség jeleként funkcionál” – írja egy másik tanítványa, Balázs Imre József (Holmi, 2002/2). Pedig ezekben rajzolódik ki az ő sajátos kritikusi arcéle. „…inkább szeret olvasni, mint írni – írja 2002-ben megjelent kötetének kapcsán Osváth Annamária –, s szívesebben tanul, mint tanít” – idézi a kötetből kritikusi hitvallásnak tekintett sorait: „…a kritikusnak kutatása tárgyát… nem áttekintenie kell, hanem szakadatlanul körüljárnia. Ezért nem tévesztheti össze rálátással azt a szöget, amelyből éppen nézheti. Magának az ítéletnek nem, csupán a műítész magatartásának lehetnek feladhatatlan konstans szabályai.” És szintén idézi, mert rá jellemzőnek érzi Marcus Aureliusszal az olvasóknak adott tanácsát: „Mindenekelőtt ne kapkodj ide-oda, ne erőlködj, hanem szabad lélekkel… tekintsd a világ dolgait… Ne várj tőlem intelmeket, sőt óvakodj mindazoktól, akik azt hiszik, intelmeik túlélik tapasztalataik konkrétumát. Úgy keresd az igazságot, hogy valahányszor rábukkansz – mert ettől olyan nemes kaland a keresés –, bizonyítsd érvényességét azzal, hogy tiszteled a másik, a mások igazságát, jogát arra, hogy a maguk módján keressék azt” (A Hét, 2002/48).

## Gyűjteményes kötetekben megjelent fontosabb írásai
- Különbség (in: A költő életei. Szilágyi Domokos. 1938–1976. Bukarest, 1986; újraközölve: A költő (régi és új) életei. Kolozsvár, 2008. 97–101)
- Játszhatnám (in: Játszhatnám. Szilágyi Domokos halálba menetelének 20. évfordulójára. Kolozsvár, 1996)
- Magyarul zsidóként Romániában (in: Egy kisebbség kisebbségei. Stockholm–Budapest, 1997)
- Várakozás-olvasatok: Babits Mihály: Jónás könyve (in: Penna historae. Marosvásárhely, 2000)
- A mindenség felezőideje (in: Az emberfejű madár. Kolozsvár, 2007)
- Kovács Ildikó világa (in: Kovács Ildikó bábrendező. Kolozsvár, 2008)
- Mit tudok Dávid Gyuláról? (in: Az önzetlen pulpitus. Kolozsvár-Marosvásárhely, 2008)
- Tamás Gáspár Miklósról (in: A másként gondolkodó. Budapest, 2008)

Román nyelven: Europa mea (in: Cumpăna. Antologia revistei de cultură Korunk. Kolozsvár, 1990–95).

## Válogatásai, bevezetései
- Válogatta és bevezette Bálint György publicisztikai írásainak kötetét (A tintahal. Bukarest, 1964)
- Székely János legszebb verseit (Bukarest, 1966)
- Maria Banuș legszebb verseit (Bukarest, 1966)
- Ady Endre verseinek Mag hó alatt c. válogatását (Kolozsvár, 1972. Tanulók Könyvtára)
- Déry Tibor A portugál királylány c. novelláskötetét (Bukarest, 1974. Tanulók Könyvtára)
- Szilágyi Domokos verseinek Magyarok c. alatt Siklódy Ferenc grafikáival megjelent kötetét (Kolozsvár, 1996)
- Szerkesztette a Korunk 1986–87-es évkönyvét (Földfogyatkozás, Kolozsvár, 1986)

## Bevezetésével megjelent kötetek
- Gondolatok a szerelemről (szerk. Dévald László. Bukarest, 1971 Téka; 1991-től Budapesten számos kiadásban)
- L. N. Tolsztoj: Gyónás. Napló – levelek (Bukarest, 1978. Téka)
- James Boswell: Doktor Johnson élete (Bukarest, 1984. Téka)
- Székely János: Semmi – soha (Bukarest, 1994; 2. kiad. Bukarest, 1999. Romániai Magyar Írók)
- Kós Károly: A Gálok – Varju-nemzetség – Budai Nagy Antal históriája (Kolozsvár, 1998. Romániai Magyar Írók)

## Kötetei
- Jonathan Swift és a XX. század (kismonográfia, Bukarest, 1968)
- A helyszín hatalma (esszék, Bukarest, 1979)
- Mit olvas ön, Hamlet herceg? (esszék, tanulmányok, Bukarest, 1993)
- Versenymű égő zongorára (esszék, tanulmányok, Marosvásárhely, 2002)
- Lehet-e esszét tanítani? (Kolozsvár, 2007)
- Jegyzetek az akváriumból (esszék, feljegyzések 2003-2010, Kolozsvár, 2010)
- Álmatlan könyv (memoár, Kolozsvár, 2014)
- Olvasott idők; Bookart–Kalligram, Csíkszereda–Budapest, 2022

Fordításában jelent meg René Fallet Egy félnótás Párizsban c. regénye (Bukarest, 1969. Horizont).

## Díjak, elismerések
- 1990 (Marius Tabacuval megosztva) a Bethlen Gábor Alapítvány díja[2]
- 1996 a Látó-nívódíj
- 1997 Magyar Köztársasági Arany Érdemkereszt
- 2002 Kolozsvári Írók Társasága esszé-díja
- 2007 A Magyar Köztársasági Érdemrend középkeresztje
- 2007 Erdély Magyar Irodalmáért Alapítvány díja
- 2008 Az Év Könyve díja
- 2015 Látó-nívódíj – próza[3]